# 鄧竟成
鄧竟成，GBS，PDSM，PMSM，CPM（1954年5月29日—），前香港警務處處長，在香港出生及長大，祖籍廣東省惠州市，於1980年代先後成為特別任務連首位本地暨華人攻擊隊隊長及副主管兼任訓練主管，先後於1984年及1985年策劃拘捕寶生銀行解款車械劫案及忠信錶行械劫案涉案者的攻堅行動。及後，成為首位具有特別任務連資歷的警務處處長。
鄧竟成退休後，先後或同期出任香港足球總會獨立董事、第十三屆全國政協委員、香港航空副董事長及執行董事、郊野公園及海岸公園委員會主席、城巴非執行董事、香港青少年軍總會諮議會成員、香港體育學院董事局主席及啟德體育園總監（發展策略）等。

## 警察簡歷

### 在特別任務連創下多項紀錄
鄧竟成祖籍廣東惠州，在香港出生長大。他小學時代就讀於筲箕灣聖十字架堂小學，及後先後於兩間新法書院（大坑道及加路連山道）就讀，預科畢業後在渣打銀行出任櫃檯職員4年，受到家中長輩影響，同期於香港輔助警察隊4年。因為對警察的興趣，及考慮到當年警務人員的服務條件比較在銀行工作優勝，鄧竟成於1976年7月投考成功加入皇家香港警務處，成為見習督察，先後駐守於荃灣及離島。鄧竟成於1979年成為督察後，進入警察機動部隊總部接受訓練，畢業後獲得頒授警察機動部隊最佳小隊獎項。1980年代，鄧竟成加入特別任務連行政組，其後成功投考加入行動組，期間創下多項紀錄，他先擔任其中一支攻擊隊的隊長崗位，成為首位華人隊長，於1983年晉升為總督察，成為特別任務連首任本地暨華人副主管兼任訓練主管。由於警務人員於晉升後一般均需要離開原來的單位，鄧竟成此舉亦創下首位特別任務連督察逐級晉升至警司才離開的紀錄。服務6年期間，他先後於1984年及1985年策劃拘捕寶生銀行解款車械劫案及忠信錶行械劫案涉案者的攻堅行動；其中於後者的行動中，特別任務連耗時不到5分鐘，一槍不發，成功生擒全數7名疑犯，並且起出3支槍械，以及尋回9成賊贓。行動後，鄧竟成和其餘行動人員均獲得頒授警務處處長嘉許狀。
1986年，鄧竟成以32歲之齡晉升為警司，於1991年8月至1993年7月被借調至英國倫敦警察廳出任分區警司。回流香港後晉升為高級警司，於1996年晉升為總警司，於1997年先後擔任機場警區指揮官、總警司（特別職務，負責1997年香港主權移交儀式之保安安排）及旺角警區指揮官至1998年，調任港島總區副指揮官至1999年12月。
1999年12月，鄧竟成獲委任為警務處助理處長（人事），期間於2000年修讀為期兩年的香港大學社會科學院國際關係及公共關係榮譽碩士學位。於2002年3月獲委任為警務處高級助理處長（行動處）。2003年12月，鄧竟成獲委任為警務處副處長（行動）。鄧竟成自於1976年加入警務處起計算，平均每3年晉升一職級，由總警司至警務處副處長，更僅以8年時間完成逐級晉升。

### 首位英國布林斯希爾國際警務領導才能獎項海外受獎者
2007年1月12日，鄧竟成簡述上任警務處處長後的四大工作目標：加強警務處內部的溝通、加強警務處與社區和各階層的溝通及合作、加強香港警務處與中國公安部及世界各地執法機構的合作，共同打擊跨境罪行及恐怖活動；加強警務人員的訓練，以面對未來數年香港所面對的連串大型活動。同月16日，鄧竟成接任展開退休前休假的警務處處長李明逵，為首位曾經駐守於特別任務連的警務處處長。
同年7月1日為香港特別行政區成立十周年紀念，新上任的鄧竟成率領警務處就保安作出縝密部署，使到中國共產黨中央委員會總書記胡錦濤訪問香港順利進行。同年9月27日，鄧竟成在由英國國家警政改進局所舉辦的布林斯希爾警察員工學院舊生創會成立晚宴上，獲頒布林斯希爾國際警務領導才能獎項，成為首位獲頒海外警務人員；其照片與往屆另外3名得獎人、其他高級警官及英國皇室成員的照片一同被懸掛在布林斯希爾警察員工學院納菲爾德大堂之內。擔任警務處處長期間，縱然事務繁忙，鄧竟成仍然堅持每週到訪不同部門，與前線警務人員溝通以及了解工作情況。

### 平息警察工潮可能
自金融海嘯發生後，香港政府採取措施減少開支。2009年6月16日，行政長官會同行政會議通過公務員的薪酬調整方案，高層一律減薪5.38%，中、低層凍薪。此舉引起了香港公務員，當中包括了警務人員的強烈不滿。同月19日，警司協會主席岑維健、警務督察協會主席廖潔明、海外督察協會主席韋理民及警察員佐級協會主席鍾錦華聯署聲明，直言：「警務人員與當局之間的信任關係已經破裂」，「正承受越來越大的壓力，被迫就薪酬的問題採取較激進和高姿態的行動。」，並且於6月16日獲悉薪酬建議後，「警務處上下人員極度憤怒和失望」，認為方案偏離薪酬調整機制，令到機制政治化，不能夠接受。4家協會訴求：一‧落實警隊職系架構檢討的時間表、二‧成立仲裁委員會，以調查薪酬趨勢調查結果是否有問題及三‧設定機制為警隊作獨立薪酬檢討。當時鄧竟成正在海外與法國、英國及荷蘭的警務人員參加警務合作會議考察。
為了化解自1977年警廉衝突以來、32年來警察再次遊行的可能性，鄧竟成提早返回香港，隨即與4家協會代表展開會議，表示他會承擔薪酬問題，同時對4家協會代表承諾將會爭取盡快落實職系架構檢討建議及加入加薪追溯期。在其調解下，4家協會決定取消預定於同月28日舉行的遊行，並且將原先計劃的遊行更改為容納2,300名警務人員出席的座談會。鄧竟成和兩名時任警務處副處長任達榮和曾偉雄列席，大會更邀請了行政會議召集人梁振英、行政會議成員鄭耀棠、紀律人員薪俸及服務條件常務委員會主席張震遠和立法會議員葉劉淑儀和梁美芬等出席，然而公務員事務局局長俞宗怡、保安局局長李少光和行政長官曾蔭權等重要人物均無出席。公務員事務局謹派出副秘書長盧世雄，保安局則派出政治助理盧奕基出席。4家協會對此表示非常失望。在座談會上，張震遠表示「政府已有明確解決紀律人員薪酬爭議的時間表，警員毋須憂慮爭議遙遙無期」。另一方面，鍾錦華表示座談會「氣氛和諧」，將會取消遊行，是「相信處長爭取員方權益的承諾」，他重申對每20年檢討一次的警隊職系架構十分不滿，促請更改為每6年一次。鄧竟成在座談會上呼籲警隊「必須用理性的方式，尋求公平合理的權益，千萬不要進行激烈的行動……亦要求員方繼續努力工作，維持香港治安的穩定，爭取香港市民對香港警察的信心，保持香港成為世界其中一個最安全城市之一。」

### 設立反恐策略
出身於特別任務連的鄧竟成，特別注重香港在全球受到恐怖主義危機籠罩下的安全及防備。特別是踏進2000年代後，世界各國先後發生了九一一襲擊事件、馬德里三一一連環爆炸案、倫敦七七爆炸案、2005年新德里爆炸案及2006年孟買火車連環爆炸案等轟動全球的恐怖襲擊，以至在其任內期間先後發生了2007年友誼快線爆炸案、丹麥駐巴基斯坦大使館爆炸案、伊斯蘭堡萬豪酒店爆炸案及2008年孟買連環恐怖襲擊等。為了防範於未然，因而認為有必要及早成立一支能夠隨時執行反恐巡邏及即時處理恐怖襲擊的城市反恐特種警察部隊。鄧竟成制訂了一套反恐策略（「防禦、保護、戒備、追查及復原」），及於2009年7月成立亞太區第一支警察反恐巡邏部隊──反恐特勤隊，由其執行。
此外，警務處除了增加舉辦反恐演習的次數及定期舉辦跨機構的演習，亦促進了全數反恐部門提升各方水平。例如訓令支援組於2010年完成了香港島大部份、整個灣仔區、尖沙嘴部份、整座香港國際機場及整座立法會綜合大樓等等模型，方便作為戰術性計劃及人群管制任務的指揮用途等；爆炸品處理課於2010年起全面改善裝備，包括引進新防爆衣、數位X光系統及新拆彈機械車等等。與此同時，全數特種警察部隊進行了各式各樣不同程度的改革，不論在獲配資源、編制、訓練水平及裝備完善上均獲得大幅度的提升。例如機場警區於2010年獲分配資源興建第二座機場特警組所屬的訓練場所──機場警區障礙訓練場；保護證人組於2010年展開後備隊員招募計劃，倍增後備部隊編制；要員保護組編制擴充等。

### 提早退休，促進交接順利
2011年1月6日，鄧竟成接受訪問時表示暫時不考慮於退休後工作及出埠旅遊，而是會享受生活，首要工作是整理積存家中多年的郵票及協助太太家務；此外，他將會修讀地質公園相關課程，以及培訓香港青少年參與足球運動。為了安排多名憲委級人員於短期內之退休、晉交及交接順利，原定任期至2011年5月月底的鄧竟成選擇提早於2011年1月11日展開退休前休假，由曾偉雄接任為警務處處長。

## 香港足球總會簡歷
於出任處長時，鄧竟成已經兼任過香港足球總會的裁判小組及紀律小組委員以及香港少年及青年代表隊領隊。於退休後，鄧竟成曾經到訪上海參加由國際足球協會所舉辦的管理裁判課程。2011年6月8日，香港足球總會宣佈鄧竟成加入為其3位獨立董事之一。

## 郊野公園及海岸公園委員會簡歷
2013年9月1日，擔任郊野公園及海岸公園委員會委員兩年的鄧竟成獲委任為郊野公園及海岸公園委員會主席。
2013年10月4日，香港政府換屆後郊野公園及海岸公園委員會首次舉辦會議。於會議舉行前，有環境保護團體到現場請願，要求委員守護郊野公園。鄧竟成到達現場隨即接收請願信，並且應對團體的要求，簽署了約章，承諾盡其能力守護郊野公園，「寸土必爭」，承諾將會秉持委員會多年來守護郊野的原則，捍衛郊野公園，避免發展郊野公園用地。在會議上，鄧竟成自我介紹時表示，自己從香港警務處退休後，經常參與郊野活動及地質公園的導賞工作，希望和委員們合作，將香港郊野辦理得更好。在會議後，他多番重申將會按照法律及守則處理改變郊野公園土地用途的事宜。對於保護郊野公園的立場，他重申，委員會作為諮詢機構，諮詢過程必須公平、公開及公正，任何影響到郊野公園的的事宜均需要慎重考慮，無論市民、政府和委員會均必須守法，「我們稱呼自己為委員，我們當然是要保護郊野公園……我作為郊野公園及海岸公園委員會主席，我們必須根據準則和情況，很嚴謹地考慮事情，而目前我們無（將郊野公園土地用以興建房屋）這回事，但是最重要的是有規矩，必須根據規矩辦事。」鄧竟成強調，在可見將來，看不到政府會發展郊野公園的土地。

## 個人生活
鄧竟成與曾經在香港政府擔任行政主任的妻子結婚，育有三子，分別為智安、智宇及智兆，當中兩名均畢業於喇沙書院。長子、次子均在香港大學畢業，修讀工程學及工商管理；其中幼子鄧智兆從香港理工大學畢業後，於2007年12月以「三料」身份從香港警察學院畢業，獲得頒授榮譽警棍、施禮榮盾及處長嘉許學業成績優異證書，成為見習督察。鄧竟成熱愛家庭生活，經常與幼子一同參加警務處的運動比賽。鄧竟成尤其熱愛足球，縱然警務繁忙，仍然堅持每周踢球一次。鄧竟成多年來堅持每晚10時睡覺及早上5時起床運動的良好習慣。

## 獲頒榮譽
- 1978年：警察機動部隊最佳小隊
- 1994年：殖民地警察勞績獎章
- 1997年：香港警察長期服務獎章
- 1998年：香港警察榮譽獎章
- 2001年7月12日：香港警察長期服務獎章——加敘第一勳扣[35]
- 2004年：香港警察卓越獎章
- 2006年：行政長官公共服務獎狀
- 2007年：布林斯希爾國際領導警務獎項[10]
- 2011年：金紫荊星章

## 爭議

### 陳冠希裸照事件
陳冠希裸照事件發生後，鄧竟成於2008年2月2日獲邀請為香港電台節目《星期六問責》擔任嘉賓，他表示發佈相關裸照罪行嚴重，市民即使藏有淫褻照片都有可能構成犯法。他又呼籲市民不要接觸相關照片，以免觸犯法例。鄧竟成因而被指控其個人釋法的方式不當，遭受網民群起而攻。其中有網民和聽眾致函質疑警務處對陳冠希裸照事件使用過度警察力量，當被捕者未在互聯網上載照片，何以涉嫌觸犯《藏有可供發布的淫褻物品》的罪名，因而引起網民不滿警務處涉嫌偏袒公眾人物，遂向報館和立法會議員傳送達逾百封投訴電子郵件。事後，鄧竟成認為其言論被傳媒曲解，於同月13日澄清「藏有裸照亦有可能構成犯法」是指藏而作出發布用途。其後，網民仍然對新解釋表達不滿及緊張的情緒，其後警務處助理處長黃福全為鄧竟成補述解釋相關的法律條文，指出向公眾人士發佈裸照的行為才犯法，朋友同儕互相傳閱則是合法：「如果你將這些色情物品傳送給別人，而那人是你的老友，大家認識了很久，大家一起看，或者（你的老友）說『真好看！給我一個複製本行不行？』（而你傳送給了他）這是可以的，不犯法。若果你向公眾人士發佈裸照，就是犯法。互聯網上的網友是否你的老友？絕大部分網友都是公眾人士，因為你不認識他們。」

### 任內三次道歉
鄧竟成在任警務處處長期間，警務處的醜聞不斷，儘管他本人被近身同事以至獨立監察警方處理投訴委員會主席翟紹唐評價正面，稱讚他為人認真及務實，威望不錯，惟對外的公共關係與其他處長不同。他在任內3次道歉，為香港警隊成立至今唯一一位曾經公開道歉的警務處處長，致使他被戲稱為Sorry Sir。
2011年1月9日，臨近退休的鄧竟成出席電台錄音節目上被問及對於道歉的看法，認為是「有承擔及負責任的表現」，這是因為執行警務的先決條件是得到市民信任，如果警務人員犯錯，就會打破彼此間的信任，需要加以重視及以行動回應，以釋除市民的疑慮；事後需要檢討錯處，加以改善，避免再發生同類型事件。然而，警務處內部、特別是警察員佐級協會對其做法僅認同其出發點正確，只是多次公開道歉嚴重打擊士氣。因此，其後的處長對任何爭議事件均拒絕道歉。

## 軼事
當年警務處挑選人員遠赴英國接受特別訓練，時任總督察鄧竟成在接受面試時被考官詢問他最終希望可以擔任何等職級，他回覆完全未想過。該名考官不相信，表示每人總有其想法，再拋磚引玉地覆問鄧竟成「警務處處長？總警司？」惟鄧竟成堅持自己一套理論，「以升級為工作目標絕對是大錯特錯！我的目標是盡自己的能力去做好職務，當自己的表現比較同事好，上級們也會看見，自然會有升級的機會了。」。鄧竟成於退休後接受香港理工大學訪問時重覆引上述：「身為警務人員並非只是一份工作，而是一份為民服務的終身承諾。我的工作目標是盡自己所能做到最好，而不是為晉升而工作，升級與否自己控制不來，當自己的表現比較其他人好，上司自然會看到，便不愁升級了。」
鄧竟成於2000年修讀為期兩年的香港大學社會科學院國際關係及公共關係碩士學位的課程總監胡偉星教授指出，鄧竟成進行小組討論時表現主動及有主見，甚具國際視野，帶動整個討論，儼如半個導師。他表示，鄧竟成甚少遲到或者缺堂，英文讀、寫俱精，論文寫得很好，各科成績離不開A或者A-。不過可能警務繁重，上課偶爾會打瞌睡，不過「十分鐘就回魂」，小休時更透過行動電話講過公事不停。同班同學指出，鄧竟成「絕無架子，為人圓滑與念舊，畢業後仍不時相約同學聚會。」